# Абдул Калам
Авур Пакір Джаїнулабдін Абдул Калам Марайкайяр (англ. Avul Pakir Jainulabdeen Abdul Kalam Maraikkayar, там. அவுல் பகிர் ஜைனுலாப்தீன் அப்துல் கலாம், відоміший як А. П. Дж. Абдул Калам; 15 жовтня 1931 — 27 липня 2015) — 11-й президент Індії, який очолював країну з 25 липня 2002 по 25 липня 2007. Був дуже популярним серед населення, за що його прозвали «Народний президент».
Таміл за національністю, мусульманин за віросповіданням.

## Біографія
Народився 15 жовтня 1931 року в містечку Рамешварам на півдні штату Тамілнаду в сім'ї бідного рибалки. Абдул Калам з дитинства відрізнявся не лише завидною завзятістю в здобутті знань в школі, але і величезною працьовитістю та відповідальністю. Він допомагав своїй сім'ї продажем газет у вільний від школи час. У 1950 році вступив у коледж Сент Джозеф у місті Тіручирапаллі, а у 1954 році — у Мадраський технологічний інститут, де отримав диплом авіаінженера.
З 1958 року працював в Організації оборонних досліджень, а у 1963 році перейшов в Індійську організацію космічних досліджень. Калам зробив значний внесок до розвитку супутникової та ракетної програм Індії. Зокрема, керував проектом з розробки першого індійською ракети-носія SLV-3 для виводу на навколоземну орбіту супутника «Рохині». 18 липня 1980 року під його керівництвом запущений перший індійський супутник SLV-3.
З 1992 по 1999 рік Калам був радником з науки міністра оборони та керівником Департаменту оборонних досліджень. Він автор відомого технологічного плану-2002 з перетворення Індії з країни, що розвивається, в розвинену. Перед президентством займав пост головного радника уряду Індії в ранзі міністра, відповідального за науково-технічний розвиток у стратегічній, економічній та соціальній областях. Відомий стратегічним баченням розвитку Індії та її місця у світі. У своїй книзі «Індія-2020» пропонував програму перетворення країни у технологічну наддержаву.
Виграв президентські вибори 2002 року, підтриманий правлячою партією Індійський національний конгрес, а також партією Бхаратія джаната парті. Упродовж перебування на посаді був відомий як «Народний президент», і говорив, що підписання закону про заборону інших доходів членів парламенту Індії (2006 рік) був найважчим за весь термін. Калама критикували за бездіяльність щодо надісланих йому двадцяти прохань про помилування. У вересні 2003 року Калам підтримав ідею створення єдиного цивільного кодексу в Індії, де чимало правил діють в межах громад. Наприкінці президентського терміну висловив бажання балотуватися вдруге, однак через два дні відмовився від цього.
Після завершення президентського терміну, став запрошеним професором в Індійському інституті менеджменту у містах Шиллонг, Ахмедабад та Індор, почесним членом Індійського наукового інституту в Бангалорі, канцлером Індійського інституту космічних досліджень і технологій, професором аерокосмічного будування в Університеті Анна та пов'язаний з багатьма іншими академічними й дослідними установами Індії.
У травні 2012 року запустив програму для молоді в Індії під назвою «Що я можу дати рухові» (What Can I Give Movement), яка акцентувала на протидії корупції. Писав поезію тамільською мовою, грав на віні. Був вегетаріанцем.
Помер від інфаркту увечері 27 липня 2015 року після приступу під час лекції. Уряд Індії оголосив семиденну жалобу у пам'ять про колишнього президента.

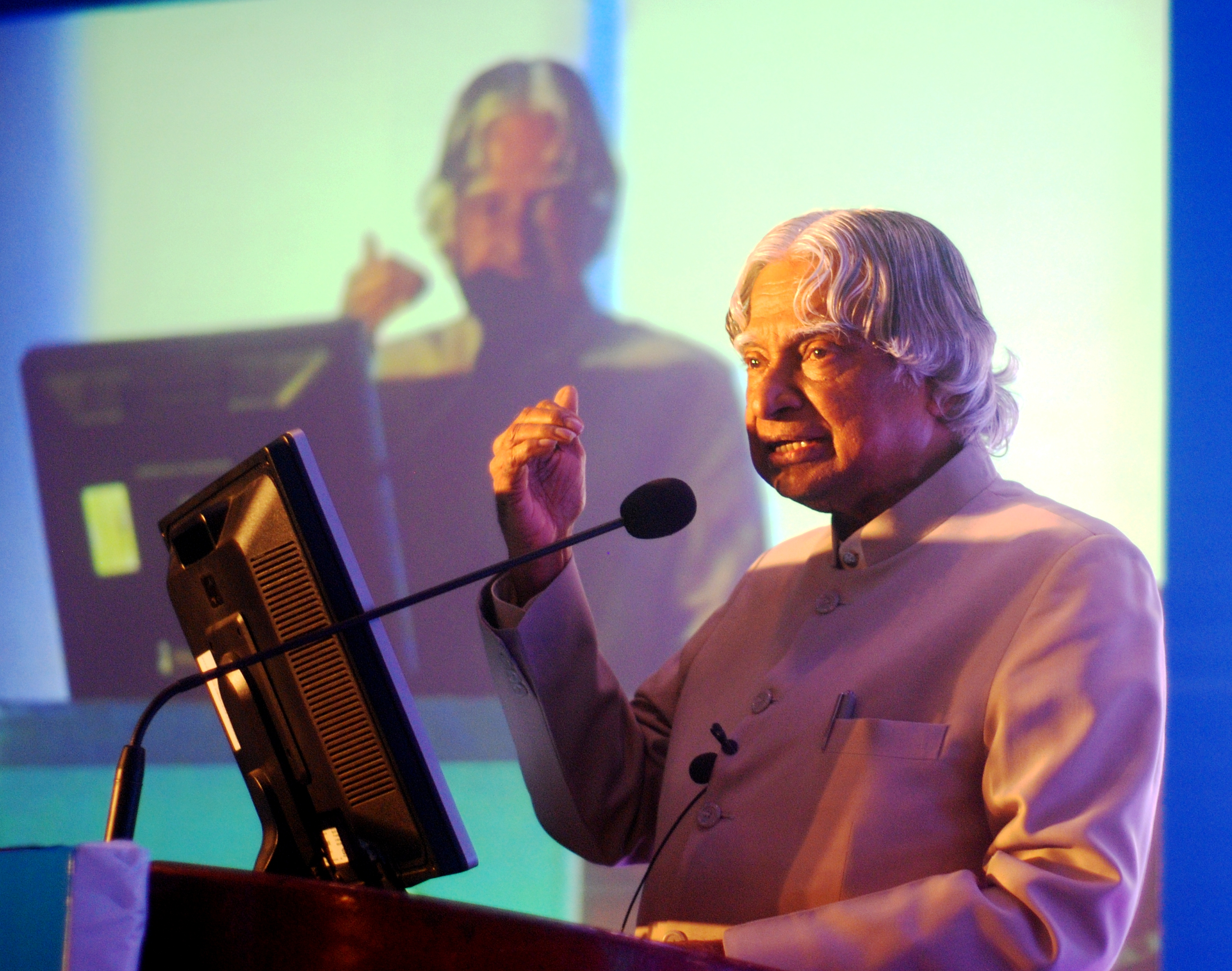
Промова

## Звання, нагороди і премії
| Рік нагородження | Назва                                          | Організація                                     |
| ---------------- | ---------------------------------------------- | ----------------------------------------------- |
| 2014             | Доктор наук                                    | Единбурзький університет, ВБ                    |
| 2012             | Доктор права (honoris causa)                   | Університет Саймона Фрейзера                    |
| 2011             | Почесний член IEEE                             | IEEE                                            |
| 2010             | Доктор інженерії                               | Університет Ватерлоо                            |
| 2009             | Почесний доктор                                | Оклендський університет                         |
| 2009             | Медаль Гувера                                  | ASME Foundation                                 |
| 2009             | Міжнародна премія фон Кармана Вінґса           | Каліфорнійський технологічний інститут, США     |
| 2008             | Доктор інженерії (honoris causa)               | Наньянський технологічний університет, Сінгапур |
| 2007             | Почесний доктор наук і технології              | Університет Карнегі-Меллон                      |
| 2007             | Медаль короля Карла II                         | Лондонське королівське товариство, ВБ           |
| 2007             | Почесний доктор наук                           | Вулвергемптонський університет, ВБ              |
| 2000             | Ramanujan Award                                | Alwars Research Centre, Ченнай                  |
| 1998             | Veer Savarkar Award                            | Уряд Індії                                      |
| 1997             | Премія Індіри Ганді з національної інтерграції | Indian National Congress                        |
| 1997             | Бхарат Ратна                                   | Уряд Індії                                      |
| 1994             | Особливий член                                 | Інститут директорів (Індія)                     |
| 1990             | Падма Вібхушан                                 | Уряд Індії                                      |
| 1981             | Падма Бхушан                                   | Уряд Індії                                      |

## Біографії
- Eternal Quest: Life and Times of Dr Kalam by S Chandra; Pentagon Publishers, 2002.[63]
- President A P J Abdul Kalam by R K Pruthi; Anmol Publications, 2002.[64]
- A P J Abdul Kalam: The Visionary of India by K Bhushan, G Katyal; A P H Pub Corp, 2002.[65]
- A Little Dream (documentary film) by P. Dhanapal; Minveli Media Works Private Limited, 2008.[66]
- The Kalam Effect: My Years with the President by P M Nair; Harper Collins, 2008.[67]
- My Days With Mahatma Abdul Kalam by Fr A K George; Novel Corporation, 2009.[68]